# Live-action
Em cinematografia e videografia, live-action é o termo que define os trabalhos que são realizados por atores e atrizes reais, ao contrário das animações; este termo não define apenas filmes, mas também jogos eletrônicos e similares, que usam atores e atrizes em vez de imagens animadas. De acordo com o Dicionário Cambridge, live-action "envolve pessoas ou animais reais, não modelos ou imagens que são desenhados ou produzidos por computador".
Em si, o termo live-action é considerado inútil ou redundante,[carece de fontes?] uma vez que a maioria da mídia visual utiliza atores reais, porém, é bastante usado para as adaptações de quadrinhos, livros, videojogos e animações, como, por exemplo: Os Flintstones, Resident Evil, Super-homem e o Universo Cinematográfico da Marvel.
Os personagens de live-action são os atores reais, como Bob Hoskins, em oposição aos atores "animados", como o próprio Roger Rabbit.